# Destructive Tendencies
Destructive Tendencies est un groupe britannique de mainstream hardcore, originaire d'Écosse.

## Biographie
Le groupe est formé en 2010 à l'origine comme trio composé de Daniel Peter Moore, Joseph McHugh (déjà connu dans la scène UK hardcore sous le nom de Joey Riot), et Mick Ormerod. Le groupe signe avec le label Megarave Records pour la sortie d'un EP trois titres, intitulé This Is Your Moment, en 2012. Il revient l'année suivante pour la sortie de Fucking Up the Mainstream en 2013. En 2014, ils signent avec Hardcore Blasters pour la sortie des EP Our Core (2014) et Anarchic Alliances (2015) et Against All the Odds (2016). Entre-temps, il s'associe avec Tha Playah pour la sortie de l'EP Play My Game au label Neophyte Records.
En 2015, le groupe participe à l'édition Riders of Retaliation du festival Dominator.
Le groupe commence à rencontrer une plus grande notoriété avec la sortie de son premier album studio, Slaves to the Darkness en 2016 au label Hardcore Blasters,. La sortie de cet album est suivie par une tournée internationale.
En 2018, le groupe est en lisse pour signer au label Masters of Hardcore, ce qui est par la suite confirmé avec l'annonce d'un deuxième album. La même année, ils participent de nouveau à Dominator, et à Masters of Hardcore avec Miss K8. En juillet, l'album Beyond the Lights est lancé en pré-commande, et annoncé courant août la même année.

## Discographie

### Album studio
- 2019 : We Are Fighters